# Établissement public social ou médico-social
En France, un établissement public social ou médico-social est un établissement public assurant les missions d'un établissement social ou médico-social. 
Ce type d'établissement est régi par le code de l'action sociale et des familles, spécialement le chapitre V du titre Ier du livre III. Leur régime a été largement revu par la loi no 2002-2 du 2 janvier 2002 rénovant l'action sociale et médico-sociale. 

## Institution et missions

### Types de missions
Les établissements publics sociaux ou médico-sociaux (EPSMS) peuvent exercer tous les types de mission des établissements sociaux ou médico-sociaux. À ce titre, les usagers de ces établissements et services bénéficient des mêmes garanties de leurs droits fondamentaux que tout autre personne accueillie dans les autres établissements et services sociaux et médico-sociaux (ESSMS). 
Une personne publique qui souhaite assurer directement un service social ou médico-social : 
- est tenue de le faire sous la forme d'un établissement public pour 
  - les institutions destinées aux enfants handicapés ou inadaptés ;
  - les établissements et services d'accompagnement par le travail ;
  - les établissements d'aide aux personnes âgées ;
  - les établissements pour adultes atteints d'un handicap mental ou d'un polyhandicap ;
  - les établissements venant en aide aux personnes sans domicile fixe ;
  - les centres de traitement des addictions ;
  - les maisons d'enfants à caractère social ;
- a la possibilité de le faire pour les autres formes d'institutions sociales ou médico-sociale[2].

La constitution d'une personne morale distincte n'est toutefois pas indispensable si le service dépend d'un autre établissement public tel qu'un centre communal d'action sociale (CCAS) ou, plus rarement, d'un établissement public de santé. 

### Rattachement
Les établissements publics sociaux ou médico-sociaux peuvent être communaux, intercommunaux, départementaux, interdépartementaux ou nationaux. 
Les établissements sociaux ou médico-sociaux nationaux sont essentiellement l'Institut national des jeunes aveugles et des quatre Instituts nationaux de jeunes sourds. 

## Régime administratif

### Organes d'administration et de concertation
Les établissements publics sociaux ou médico-sociaux sont administrés par un conseil d'administration présidé, pour les établissements locaux, par le maire, le président de l'établissement public de coopération intercommunale ou le président du conseil départemental. 
Le CA des établissements locaux comprend en outre : 
- d'autres représentants de la collectivité de rattachement ;
- au moins un représentant de la commune d'implantation, si ce n'est pas la collectivité de rattachement ;
- au moins un représentant du conseil départemental, dans la mesure où le département finance l'action sociale menée par l'établissement ;
- des représentants du personnel ;
- des représentants des usagers ou, dans certains cas, de leurs familles ;
- des personnalités qualifiées.

La gestion courante relève d'un directeur nommé par le ministre chargé des affaires sociales et qui appartient au corps des directeurs d'établissement sanitaire, social et médico-social (DESSMS). 
Le reste du personnel relève de la fonction publique hospitalière ou est constitué d'agents contractuels. 
La représentation et l'expression du personnel sont assurées au sein du conseil d'administration ainsi que par un comité social d'établissement (CSE), éventuellement complété d'une formation spécialisée en matière de santé, de sécurité et de conditions de travail. 

### Contrôle
Les actes des établissements publics locaux sont soumis : 
- à la tutelle administrative du ministre pour les établissements nationaux ;
- au contrôle de légalité du préfet de département pour les autres[7].

En tant qu'établissement sociaux ou médico-sociaux, ces établissements sont soumis à un contrôle spécifique par les autorités de l'État, ou, dans certains cas, du conseil départemental. 

## Voir
- Droit des institutions sociales et médico-sociales